# ニコラス・イサシ
ニコラス・イサシ （アルゼンチン、ブエノスアイレス、ラプラタ、1987年 - ）はアルゼンチンの映画監督、オペラ演出家、作家、脚本家、そしてアルゼンチン人の教授。
NANO OPERA若手オペラ演出家国際コンクールで世界トップ10に入賞したことで知られる。

チェコ共和国のプラハ・クアドレニアルが主催するPQ2024シンポジウムに選ばれたアーティストの一人である。

## 生い立ち
彼は10歳のとき、作曲家アルベルト・ヒナステラが設立したジラルド・ジラルディ音楽院でルイス・ガルフェッティ教授とともにサックスを学び始めた。
ニコラス・イサシはFUC（映画大学）を卒業した映画監督であり、ブエノスアイレスのISATC（高級コロン劇場）を卒業した最年少のオペラ監督である。
若い頃から映画に興味があった。視覚芸術もまた彼の世界の一部である。子供の頃、彼の母親と祖母は、博物館、美術館、コンサートホールなどに彼を連れて行き、その舞台裏の魅惑的な栄光を見ることで、彼の情熱を育んだ。最近出版されたノートの中で、彼は初めてオペラに連れて行ってくれた祖母のジャネットに感謝している。
17歳で『Juntos』というタイトルの初の短編映画を制作。その頃、いくつかの映画製作で美術監督や助監督の仕事も始める。短編映画『交差点』は、ミステリーとサスペンスのトーンで、生と死のつながりについて語る内省的な作品。エリック・アルポルト・プルストンの家とラプラタの自然科学博物館で20歳のときに撮影されたこの作品は、クスコ国際映画祭に参加し、海外で上映された初の16ミリ作品である。

## キャリア
監督、脚本家として演劇、映画の分野で精力的に活動している。

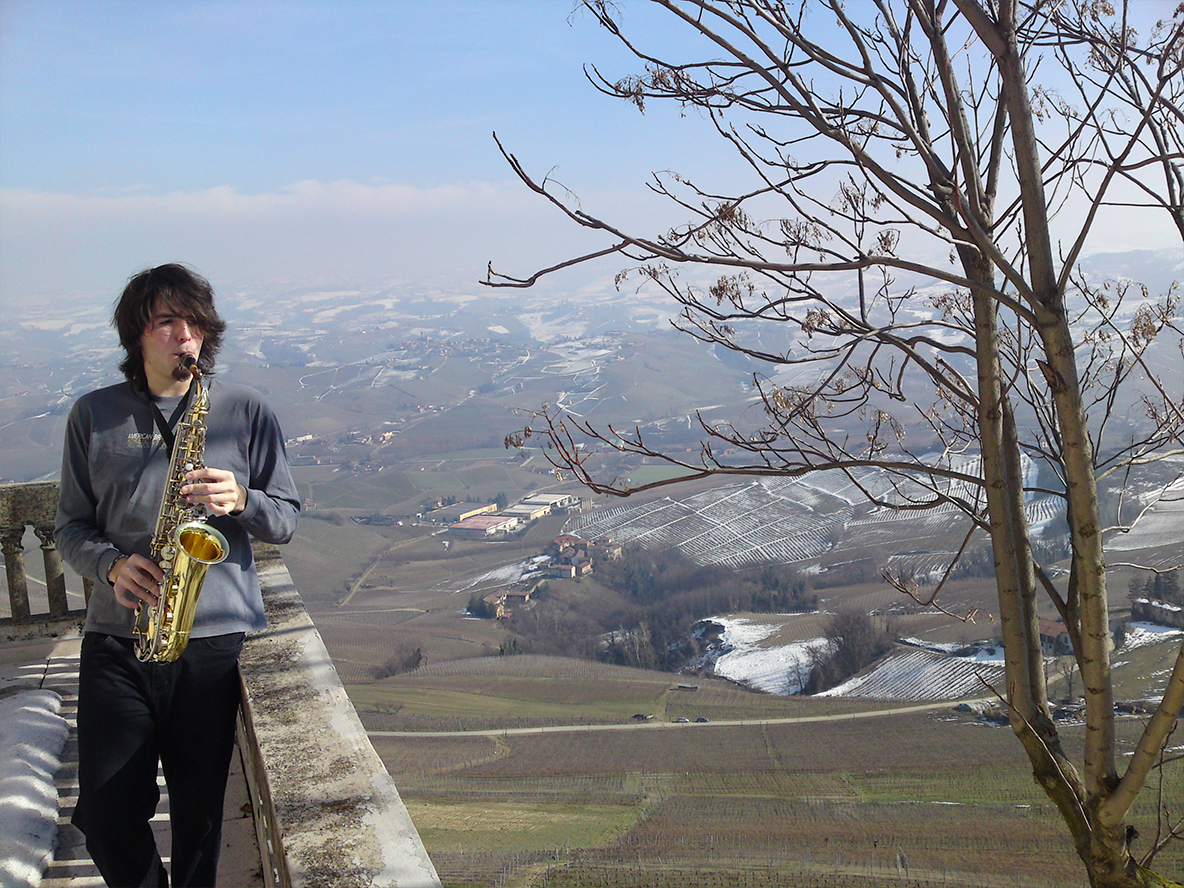
ニコラス・イサシはイタリアでサクソフォンを吹いている。

コロン劇場でオペラを学んでいた2012年、イサシはオペラ・ジョーヴェンのためにヴォルフガング・アマデウス・モーツァルトの『フィガロの結婚』を初めて上演した。オペラ演出家としては、ヨーゼフ・ハイドンの『バスティアンとバスティエンヌ』、『アポロとヒヤシンス』、『ラ・カンタンテ』、ピエトロ・マスカーニの『カヴァレリア・ルスティカーナ』、ヨハン・シュトラウス2世の『こうもり』などを上演した。コロン劇場での卒業論文は、スコット・ジョプリンのアメリカン・オペラ『トレモニシャ』のアルゼンチン初演だった。十数回のオーディションでソリストと合唱団を見つけた後、15人の音楽家によるオーケストラ版を上演することになった。
彼は 500 以上の記事、エッセイ、芸術評論を執筆し、国内外の書籍、雑誌、新聞に掲載されています。 2019年、ロシアのヘリコン劇場（モスクワ）主催のNANO OPERA国際コンペティションで、若手オペラ舞台監督のセミファイナリストとなり、世界トップ10入りを果たした。
ニコラス・イサシ監督のパンデミックに関する最新映画『アウト・オブ・マインド』は、30以上の国際映画祭で上映され、数々の賞を受賞した。
パラシオ・デ・マテウスは、ポルトガルで開催されるカサ・デ・マテウス国際音楽会議の第31回プログラムの中で最も重要なイベントとして、ニコラス・イサシが2023年にオペラの舞台監督としてヨーロッパデビューすることを発表した。

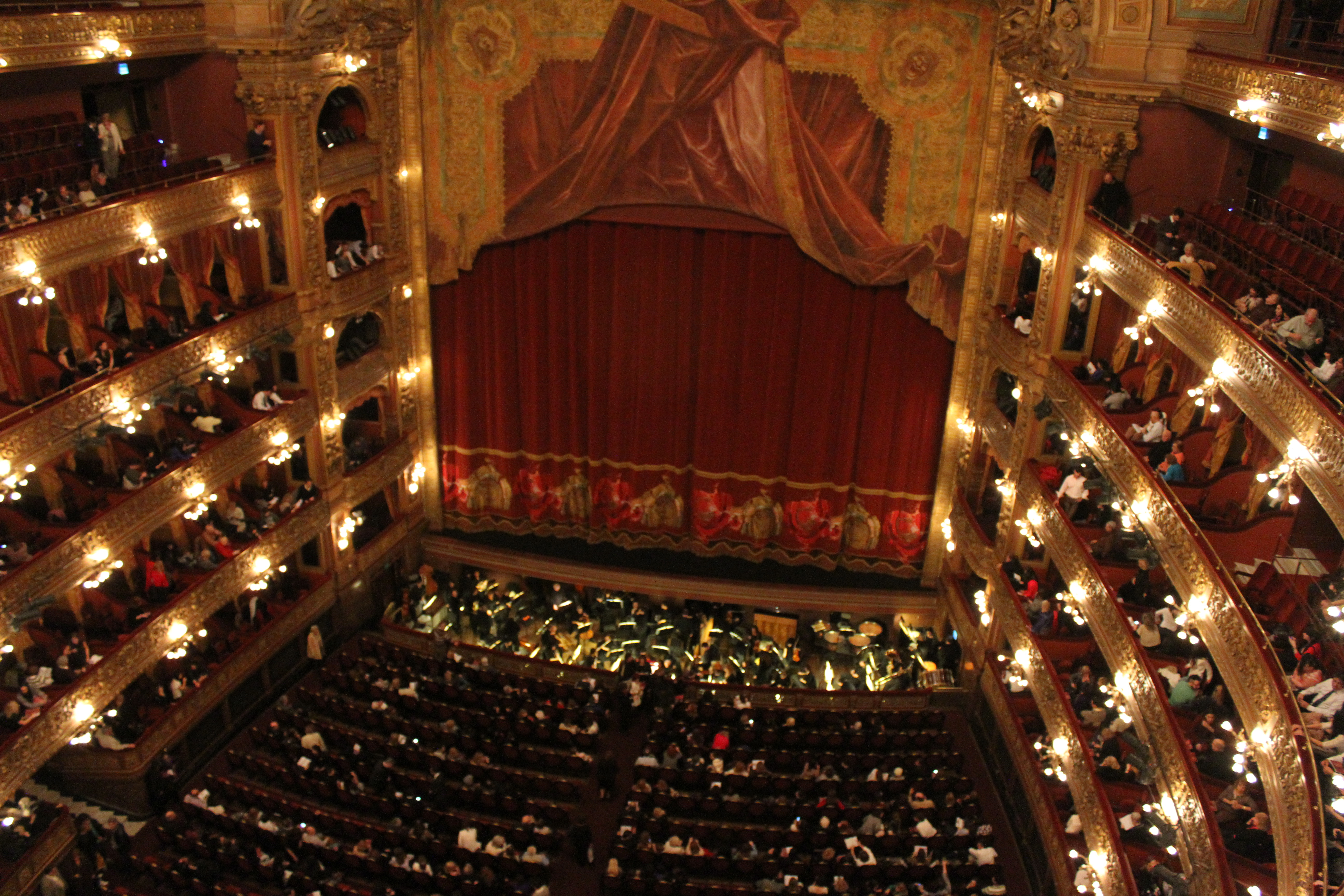
コロン劇場、ニコラス・イサシの研究の本拠地。

彼は、2024 年 6 月にリスボンのベレン文化センターの大講堂と、ユネスコの世界遺産に登録されているゴシック様式のアルコバザ修道院で、第 32 回システルムジカ音楽祭内で初演された「ドン・ガルシア風光明媚なカンタータ」に取り組みました。
2019年5月にロシアで開催された第4回オペラ・ナノ・オペラ若手演出家国際コンクールで、ラテンアメリカ人で唯一準決勝に進出した後、イサシは活動を続け、2023年初めには、ホルヘ・ルイス・ボルヘスの引用を模索する新たなプロジェクトに着手するためにヨーロッパに到着し、アルゼンチンを代表する作家の未亡人であるマリア・コダマ・シュヴァイザーの承認を得た。このプロジェクトで、彼はプラハのクアドリエンナーレが主催するシンポジウムに選ばれた。
マテウス宮殿は、ビラ・レアル劇場と共同制作し、ポルトガル北部の 2024 年シーズンの一環としてこのオペラを制作しました。ニコラス・イサシ監督、『エイシスとガラテア』（Acis and Galatea）HWV 49は、ゲオルク・フリードリヒ・ヘンデルが作曲した牧歌劇。オウィディウス『変身物語』の中の青年アーキスとニュンペーのガラテイアの物語にもとづく。 このオペラは、ギリシャの世界と文化に関する小さなディテールを視覚的アイデンティティの一部としており、手作りとバーチャルな仮面、プロジェクション、舞台上のネオンなどさまざまな素材を用いて、学際的な作品を作り上げた。 2024年、イサシは演出家として、マテウスのバロック・オーケストラとノヴァ・エラ・ヴォーカル・アンサンブル合唱団とともに、ポルトガルでゲオルク・フリードリヒ・ヘンデルのオペラ『アシスとガラテア』を上演した。
原題 (Landscapes for Freedom）は、ニコラス・イサシ監督による短編アニメーション映画です。これは彼がポルトガルで制作した最初のアニメーション作品です。
この作品はアルゼンチン、スペイン、ウクライナ、アメリカなど20以上の国際映画祭で上映されました。
ラテンアメリカ映画祭で賞を受賞しました。

## 美術評論家
長年の学術訓練中に、彼は最初の記事と映画レビューを出版しました。河原温, アニッシュ・カプーア、オノ・ヨーコ、ダニエル・バレンボイム、ズービン・メタ、プラシド・ドミンゴ、アーハ、アラン・パーソンズ、エア・サプライ、ポール・マッカートニー、バンクシー, マリアーノ・モレス, マルタ・アルゲリッチ, ジュリアン・レノン, クリーデンス・クリアウォーター・リバイバル, チック・コリア, ファン・ディエゴ・フロレス, デニス・ラッセル・デイヴィス, クシシュトフ・ペンデレツキ, シネイド・オコナー、マーガレット・テイト、グロリア・ゲイナー、ミシェル・ルグラン、ミハイル・バリシニコフ、ジョン・マルコヴィッチ、ダリオ・フォ、リッカルド・ムーティ、スティーヴ・ガッド、ジョアン・ミロ、アルベルト・ソルディ、ラン・ラン、マリオ・テスティーノ、雑誌に500以上の書評を書いた。映画、演劇、音楽、オペラ、ダンス、視覚芸術、テレビ、コンサート、展覧会、フェスティバル、リサイタルに関する書籍もあり、観客、観察者、批評家、監督としてのキャリアの中で蓄積された経験が複数の言語で記録されています。
彼は、ラプラタとブエノスアイレス州のさまざまな劇場でセル・グリエゴスが企画したギリシャ映画シリーズのプログラマー兼プレゼンターでした。彼は数多くの美術展の開会式と閉会式のカタログの企画と作成に携わってきました。彼は舞台芸術のキュレーターとして Ala d’Artistas チームの一員です。

## プラハ四年祭
彼は、プラハ プラハ四年祭 が主催する「PQ 2024: Technologies in Theatre, Performance and Exhibition Design」に選ばれたアーティストの 1 人です。若手オペラ演出家のための第4回国際ナノ・オペラ・コンペティションで準決勝に進出した唯一のラテンアメリカ人となったイサシは、ホルヘ・ルイス・ボルヘスを引用しようとする新しいオペラプロジェクトに取り組み続け、ボルヘスの未亡人であるマリア・コダマの承認を得た。象徴的なアルゼンチンの作家。ニコラス・イサシがオペラ『変わった女たち』（1797年）のために作成した舞台美術プロジェクトは、迷宮のアイデアとマルコス・ポルトガルとホルヘ・ルイス・ボルヘスの関係をテーマとしており、世界中からの何千もの提案の中から選ばれ、発表されました。チェコ共和国のプラハ4年ごとのシンポジウムでの彼のプロジェクト
チェコの首都にあるヴズレット映画館では、イサシとダニエル・ディ・パオラがボルヘジスの迷宮を題材にしたオペラのセットデザインのために制作したアニメーション作品を見ることができた。

## 監督・演出したオペラ作品（抜粋）
2024年までに演出されたオペラのリスト。
- フィガロの結婚 K. 492（2012年）
- バスティアンとバスティエンヌ K. 50(K6. 46b) (1768) （2013年）
- アポロとヒュアキントゥス K. 38 (1767) （2013年）
- トゥリーモニシャ Treemonisha （2013年）
- 歌手 （2014年）
- カヴァレリア・ルスティカーナ（2014年）
- こうもり（2015年）
- 変わってしまった女性たち（2023年）
- ドム・ガルシア （2024年）
- アチスとガラテア HWV 49 1718年（英語の音楽劇。オペラとも）

## フィルモグラフィ
2024年までに監督された映画のリスト。
| 年   | 原題                         | 監督 | 脚本家 | 美術 | 助監督 |
| 2005 | 一緒に                       |      |        |      |        |
| 2005 | 沈黙                         |      |        |      |        |
| 2005 | 隣人                         |      |        |      |        |
| 2005 | ピアノの女性                 |      |        |      |        |
| 2006 | 誘惑                         |      |        |      |        |
| 2006 | スワップ                     |      |        |      |        |
| 2007 | 木                           |      |        |      |        |
| 2007 | ドクターズジャズバンド       |      |        |      |        |
| 2007 | 夕方                         |      |        |      |        |
| 2007 | イングランドが眠っている間に |      |        |      |        |
| 2007 | 砂                           |      |        |      |        |
| 2007 | 失敗したリンク               |      |        |      |        |
| 2007 | 森の中を歩く                 |      |        |      |        |
| 2008 | 交差点                       |      |        |      |        |
| 2008 | 二等辺三角形                 |      |        |      |        |
| 2008 | 外国人は                     |      |        |      |        |
| 2008 | ３体のうち                   |      |        |      |        |
| 2008 | 免責                         |      |        |      |        |
| 2009 | ブエノスアイレスの幽霊       |      |        |      |        |
| 2010 | 二十の泉                     |      |        |      |        |
| 2010 | ハウエルズ シアター          |      |        |      |        |
| 2011 | graFEETi                     |      |        |      |        |
| 2013 | 私の名前はアーサーです       |      |        |      |        |
| 2014 | 目覚め                       |      |        |      |        |
| 2015 | 街で迷った                   |      |        |      |        |
| 2021 | OUT OF MIND                  |      |        |      |        |
| 2024 | ガラ＆キウイ                 |      |        |      |        |
| 2024 | Landscapes for Freedom       |      |        |      |        |

## 劇場
| 年        | 原題                 | 助監督 | セットデザイン助手 | マルチメディア | 劇作家 |
| 2011-2012 | 禿の女歌手           |        |                    |                |        |
| 2012-2013 | ベネチアン ガラ      |        |                    |                |        |
| 2013-2015 | あの山を越えて       |        |                    |                |        |
| 2017-2019 | 35階                 |        |                    |                |        |
| 2018      | アリアドネのスレッド |        |                    |                |        |
| 2018      | 結婚                 |        |                    |                |        |
| 2021      | ダンテ700            |        |                    |                |        |
| 2014-2021 | 幸せな孤児           |        |                    |                |        |
| 2022      | タクシーさえない     |        |                    |                |        |
| 2024      | ドン・ガルシア       |        |                    |                |        |